# Pierre Chabert (poète)
Pour les articles homonymes, voir Chabert.
Pierre Chabert, né le 4 novembre 1914 à Cavaillon et mort le 18 décembre 2012 à Rognes, est un poète français contemporain.

## Vie
Pierre Chabert est le fils de Marius Chabert et Adrienne Fages. Sa mère, omniprésente, fut institutrice puis directrice d'école. Il ne fit la connaissance de son père, mobilisé pendant la guerre de 14, qu'à la première permission de celui-ci, et fut scandalisé de le voir prendre place dans le lit de sa mère. Pierre eut un frère cadet, André, qui mourut de la typhoïde à l'âge de sept ans. À la suite de cette mort dramatique, le père Marius déclara : « On n'en parlera jamais plus. » Après la guerre, Marius, qui était coiffeur et paysan, refusa de vivre avec un toit au-dessus de sa tête et décida de passer ses journées en plein air, à travailler sa vigne et produire son vin. Tant bien que mal, il vendait ses produits sur le marché de Cavaillon.
Mis en pension au lycée Mistral d'Avignon, Pierre Chabert, pourtant brillant élève, se révolta contre l'institution, et se singularisa par plusieurs fugues, au grand dam de ses parents. Mais c'est bien au lycée Mistral, dans une ambiance d'émulation poétique, entraîné par son camarade Armand Monjo, qu'il commença à écrire. Plus tard, il apprit le latin par ses propres moyens, prouvant par là « l'inutilité des professeurs », et entra dans l'enseignement en 1935. En 1947, année où il fut chargé de prononcer le discours de distribution des prix au lycée Mistral, il épousa Simone, plus jeune que lui de treize ans et demi, qui avait été son élève en classe de première. Quatre garçons naquirent de cette union : Alain (1948), Claude (1949), Jean-Pierre (1951) et François (1961).
Pierre Chabert fut professeur de français-latin-grec successivement à Toulon, Embrun, Tarascon et au lycée Mistral d'Avignon. En 1963, il refusa les palmes académiques qu'on lui proposait, et après 1968 écrivit personnellement à Edgar Faure, ministre de l'éducation, pour demander que les professeurs bénéficient, tout comme les instituteurs, de la retraite à 55 ans. En 1970, peu de temps après la mort de sa mère, et à la suite de la suppression de la classe de Grec, il quitta sa classe en plein cours pour ne jamais y remettre les pieds, et termina sa carrière au télé-enseignement.
Durant sa longue retraite, Pierre Chabert explora sa région et participa assidûment aux activités de la société botanique de Vaucluse en compagnie de son fils Jean-Pierre, tout en poursuivant ses activités d'écriture. En 2004, il quitta sa maison d'Avignon (« la petite Madone »), où il avait vécu pendant cinquante ans, pour la maison de retraite MGEN de Caire-Val, près de Rognes.

## Œuvre
Il publie dès 1935, à vingt-et-un ans, un recueil de poèmes en alexandrins et octosyllabes rimés intitulé Ombres chinoises. Cet ouvrage, imprégné à la fois du contact avec la nature et d'un exotisme des îles sous le vent, lui vaudra une chaleureuse lettre d'encouragement de Colette, document qui est toujours en sa possession. Puis il s'attèle à la rédaction d'un roman, Le Trou de la haie, dont il jettera le manuscrit inachevé.
Peu après la guerre, il devient critique littéraire de la revue naturiste avignonnaise « Vie libre », ce qui lui permet de faire la connaissance de nombreux poètes de l'époque, dont Jean Laurent. Il entre en contact avec Pierre Boujut de Charente. Ce sera le début d'une longue collaboration avec « La Tour de Feu », revue poétique dirigée par Pierre Boujut, dont le congrès annuel réunit chaque quatorze juillet les participants à Jarnac ou dans les environs, dans une joyeuse et chaleureuse ambiance. La révolte personnelle de Pierre Chabert contre les structures autoritaires se développe et se fortifie au contact de l'idéologie libertaire et pacifiste de la TdF. Il participe à la diffusion de tracts anti-militaristes rédigés par Louis Lecoin. À la TdF il tient une chronique littéraire, et signe une série d'articles marquants, recensés plus loin.
En 1953, il participe avec Jean Breton, Hubert Bouziges, Léon Couston, Frédérick Tristan, Serge Brindeau, Patrice Cauda et Maurice Toesca à la fondation de la revue « Les Hommes sans épaules ». 
Voici le jugement qu'il porte sur sa production poétique de cette époque, généralement composée en vers libre : « (c'est la période de) l'optimisme : Arambre, poésie plane, niveau zéro... C'est là que l'influence de Pierre (Boujut) est évidente, il m'apprend à écrire, à chanter le bonheur, mais je ne le suis pas dans les « considérations ». Néanmoins il y eut Heureux comme les pierres, avec pour certains une difficulté à distinguer l'apport de chaque auteur »(LMB). La fréquentation de Justin Grégoire, instituteur à Oppède, qui illustre quelques-uns des ouvrages de cette époque, contribue à renforcer ce sentiment d'optimisme.
Au congrès de la TdF de l'été 1964, Simone s'éprend d'un jeune poète. La scène, vue du côté de Pierre Chabert, est relatée dans le « Contrejournal » qu'il publie dans le numéro 85 de la TdF sous le pseudonyme de Marc Leroy. La séparation qui s'ensuit débouche en 1968 sur la publication d'un recueil de poèmes en prose, d'écriture incisive et saccadée, Les sales bêtes, qu'il met en perspective en ces termes :
« (Une nouvelle étape de ma poésie fut marquée par) le virage des Sales Bêtes, que Pierre (Boujut) accepta, en en faisant même « l'évangile des insectes ». Il s'agit là, je le pense, d'une « analyse », je vais chercher en moi toute une ménagerie de monstres qui me servent à me venger, et surtout à me remonter le moral. (…) Mes monstres étaient issus de la vérité scientifique. J'avais lu Fabre, Souvenirs entomologiques, dès mon enfance et les comportements mécaniques et simplistes de mes « victimes » correspondaient à ceux des insectes que j'eus l'occasion d'étudier sur le terrain »(LMB).
Depuis longtemps, une grande amitié lie Pierre Chabert à Guy Chambelland, éditeur à Goudargues, dans le Gard. Ce dernier publie en 1977 les dernières productions poétiques de Pierre Chabert, regroupées sous le titre La morale du somnambule. Écrits en vers libres, ces textes peuvent apparaître comme un plaidoyer en faveur de l'amour libre, toute contrainte abolie dans un esprit délibérément soixante-huitard. Ils coïncident avec la pratique du naturisme dans les gorges du Gardon, le canyon de Collias se faisant symbole d'une liberté naturelle et permissive.   
« Autre époque : après mai 68, la colère étant terminée, l'humour, déjà présent dans les Sales Bêtes, se précise, et je tente en même temps de me forger une morale habitable, un nouvel optimisme.  Mes visites à la communauté créée par Colette Plantier me plongent à la fois dans la béatitude et dans l'hilarité. Au fond j'ai beaucoup apprécié mai 68 (cf. Le Socialisme à l'état sauvage) et j'ai été à l'époque très conscient de ce qui allait en rester sur le plan des mœurs »(LMB).
En 1998, aiguillonné par Catherine Braud, devenue Topal, Pierre Chabert publie un nouveau recueil de poèmes, Un Octogénaire plantait. À cette époque, il travaille beaucoup avec Henry Le Chénier, peintre à Pontès, près d'Aix-en-Provence, qui a illustré plusieurs de ses ouvrages. 
« Un Octogénaire plantait, écrit plus récemment, tient compte de mon âge évidemment. De plus, ces textes écrits en réponse à une demande qu'on me faisait d'un « poème d'amour » doivent être considérés comme un discours adressé à quelqu'un, que je désire à la fois séduire et choquer. J'ai encore écrit dans cet esprit, notamment pour le peintre Le Chénier, d'Aix, qui m'a publié ces choses, L'Amour la mort et Aboli bibelot, à un exemplaire, l'idéal pour moi ! »(LMB)
En 2001, André Berrichon, représentant de la société Ricard, publie une sorte de somme de l'œuvre de Pierre Chabert sous le titre L'amour la mort, Un demi-siècle en poésie, et réalise un film, Pierre Chabert, Un poète en Avignon. Mais comme à l'accoutumée, face à cette amorce de célébrité, Chabert fuit : « Mes œuvres complètes, elles me débectent ces œuvres-là, je n'en peux plus de photocopier mes œuvres complètes, de voir ma naïveté superficielle, mes facilités de langage, etc. J'en suis écœuré. Alors qu'il suffisait que je.
J'ai ma bibliothèque en moi. Et je vois que ce que je préfère n'est pas ce qui s'étudie à l'école. Ni ce qui est à la mode. Ni bien sûr ce que j'ai écrit »(J).
Il n'y a pas une écriture Chabert, mais une multitude. La grande variété de styles qu'il a adoptés peut suggérer la recherche d'une identité qui lui serait demeurée opaque, l'effort pour comprendre des mécanismes de fonctionnement défiant parfois l'entendement. Les personnalités diamétralement opposées de ses deux meilleurs amis, Pierre Boujut et Guy Chambelland, soulignent assez les contradictions dont il fut toujours porteur. Il ne cessa d'ailleurs par ses écrits de mettre en garde ses proches contre toute vision simpliste de lui-même. 
Avant la lettre il pratiqua le camping, s'enthousiasma pour la révolte de mai 68, entra à la société crématiste, et embrassa le naturisme à plus de 60 ans. À la fois asocial, se défiant des groupes comme des étiquettes, et soucieux de trouver un sens à toute expérience ou aventure, fût-il la prépondérance de l'absurde ou la gouvernance de la folie, Pierre Chabert apparaît comme un écrivain totalement en phase avec son époque. Il resta toujours passionné par l'évolution de la pensée scientifique, de Jean-Henri Fabre à Teilhard de Chardin, puis Einstein. Quant à la découverte des écrits de Sigmund Freud, elle constitua sans doute pour lui un tournant décisif.
L'influence de son environnement vauclusien, son enfance à Cavaillon dans un milieu paysan pétri de comportements ataviques aussi bien que d'aspirations intellectuelles, imprègnent son premier recueil de poèmes et reviennent en force dans les derniers ouvrages, après l'aventure humaine et littéraire que représenta son investissement dans « La Tour de Feu » et « Les Hommes sans épaules ». 

## Sources
Les sources citées sont les suivantes : Extraits d'une lettre adressée par Pierre Chabert à Michel Boujut, écrite dans la nuit du 21 au 22 mai 2000, et publiée dans Les feux de la tour, no 3, juillet 2000, Tusson (abréviation : LMB) et le Journal (intime) de l'auteur (abréviation : J).

## Contributions
- La Tour de Feu
  - La lampe-tempête, no 56, 1957
  - Artaud en tête, no 63-64, 1959
  - Journal d'un professeur de grammaire, no 80, 1963
  - Contrejournal (signé Marc Leroy), no 85, 1965
  - Morale et contradiction d'Adrian Miatlev, no 90, 1966
  - Pierre Boujut par Pierre Chabert, no 95-96, 1967
  - Emmanuel Eydoux ou le retour aux sources, no 103, 1969
  - Les cafards, no 111, 1971
  - Le reniement du baptême ou le cahier de Lutèce, no 112, 1971
  - Le phénomène Humeau, no 114, 1972
  - Journal d'un professeur de morale, no 125, 1975
  - Bartèches et tchébares, no 125, 1975
  - Réflexions sur l'en deçà, no 141, 1979
  - Le jeu d'échecs, no 141, 1979
  - Peut-on prendre sa retraite de la poésie ?, no 149, 1981
  - Journal d'un ex-professeur de grammaire, no 150, 1991
- Le Pont de l'Epée
  - no 39-40 (1968), no 41 (1969), no 42-43 et 44-45 (1970), no 52-53 (1975), no 67-68 (1979), no 71-72 (1981)
- Poésie 1
  - no 13 (La poésie française d'humour, 1970)
  - no 28-29 (L'enfant la poésie, 1973)
  - no 50-51 (Un nouveau bestiaire, 1978)
  - no 74 (Les poètes et le diable, 1980)
  - no 123-124 (Les poètes du XXe siècle, 1985)

## Ouvrages sur Pierre Chabert
- Numéro Pierre Chabert, Les feux de la tour, 2000
- Christophe Dauphin, La parole est à Pierre Chabert, Les Hommes sans épaules no 33, 2012.

## Film
- Pierre Chabert, Un poète en Avignon, film d'André Perrichon, produit par la société Ricard, 1999